# Теорема на Шанън-Хартли
Теоремата на Шанън-Хартли (на английски: Shannon-Hartley Theorem) в теорията на информацията е теорема, определяща теоретичната горна граница за скоростта на предаване на данни по комуникационен канал с определена пропускателна способност при наличието на шум. Тя е изведена в случая на непрекъснат аналогов канал за комуникация и наличие на адитивен бял гаусов шум. Теоремата носи името на Клод Шанън и Ралф Хартли и е изведена след основен преглед на всевъзможните многонивови и многофазови методи за кодиране .

## Формулировка
Пропускателната способност (капацитетът) на канала {\displaystyle C}, т.е. теоретичната горна граница за скоростта на предаване на данни, които може да се предадат със зададена средна мощност на сигнала {\displaystyle S} през аналогов комуникационен канал, който е под въздействие на адитивен бял гаусов шум (АБГШ, или AWGN) с мощност {\displaystyle N} е равна на:
{\displaystyle C=B\log _{2}\left(1+{\frac {S}{N}}\right)}
където
{\displaystyle C} – пропускателна способност (капацитет) на канала, бит/секунда;
{\displaystyle B} – честотна лента на пропускане на канала, Hz;
{\displaystyle S} – пълна мощност на сигнала в лентата на пропускане, W или V2;
{\displaystyle N} – пълна мощност на шума в лентата на пропускане, W или V2;
{\displaystyle {\frac {S}{N}}} – отношение на сигнала към гаусовия шум като отношение на мощности (С/Ш, или SNR).

## Апроксимации
За големи или за малки и за константни отношения сигнал шум, формулата на пропускателната способност може да бъде апроксимирана като:
- Ако имаме голямо С/Ш или SNR, т.е. {\displaystyle {\frac {S}{N}}>>1}, то

{\displaystyle C\approx 0.332\cdot B\mathrm {[\ Hz]} \cdot \mathrm {SNR\ [\ dB]} }
където
{\displaystyle \mathrm {SNR\ [\ dB]} =10\log _{10}{S \over N}.}
- Аналогично, за малко С/Ш, SNR, или {\displaystyle {\frac {S}{N}}<<1}, то

{\displaystyle C\approx 1.44\cdot B\cdot {S \over N}.}
При апроксимацията на тези ниски отношения С/Ш, SNR, пропускателната способност е независима от лентата ако има шум от тип бял шум със спектрална плътност {\displaystyle N_{0}}, Ват за Херц, и тогава общата мощност на шума е {\displaystyle B\cdot N_{0}}.
{\displaystyle C\approx 1.44\cdot {S \over N_{0}}}

## Примери
1. Ако SNR е 10 db, и достъпната лента е 200 kHz, която е подходяща за gsm телефонни комуникации, то C = 200.103.log2(1 + 2^(10)) = 200.103.log2 (1+1024) =  1800kbit/s. Забелязва се, че тази гранична стойност сравнена с реалната при gsm от 270.883 kbit/s е 6.5, пъти по висока (т.е. 40% ефективност). Забележка: Все пак при мобилност има канал със затихване (фадинг) по Релей (Raylejgh) или по Райс (Rice).

1. Ако се изисква да се предава със скорост от 50 kbit/s и се ползва лента от 1 MHz, тогава за минималното необходимо С/Ш, или S/N се получава 50 = 1000 log2(1+S/N) и оттук S/N = 2C/B -1 = 25/100 =0.0353, съответстващо на SNR от -14.53 dB, 10 x log10(0.0353).

1. Един пример за W-CDMA (Wideband Code Division Multiple Access или Широколентов многостанционен достъп с кодово разделяне на каналите), честотната лента B = 5 MHz, като се иска да се пренасят данни със 12,2 kbps (AMR глас), тогава за SNR се изисква получаваното от израза 212.2/5000 -1, съответно SNR=-27,7 dB за единичен канал. Това показва, че е възможно да се предава като се ползват сигнали, които всъщност са много по-слаби от нивото на фоновия шум, както в комуникациите с разширяване на спектъра. И все пак, при W-CDMA необходимите отношения С/Ш, SNR ще варират в зависимост от конкретните инженерни решения.

1. Пример за сателитна телевизия: честотната лента B = 10 MHz, SNR=20 dB, оттук за граничната скорост (Шенонова граница, Shannon limit) за пренос на данни следва C = 107 log2(1 + 100) = 10.106 log2 (101) = 66.58 Mbit/s за сателитен канал.

## Теорема на Шанън за канал с шум
Теоремата на Шанън от 1948 гласи: Нека r е спектралната ефективност в битове, (bit/s/Hz) за дадена цифрова комуникационна система, тогава:
{\displaystyle {\frac {E_{b}}{N_{0}}}\geq {\frac {2^{r}-1}{r}}}
Нещо повече, може така да се построи системата, че тя да осигури надеждно пренасяне на информация при произволно положително ε и е изпълнено
{\displaystyle {\frac {E_{b}}{N_{0}}}\geq {\frac {2^{r}-1}{r}}+\varepsilon }
където:
спектралната ефективност (скорост) r, bit е отношението на скоростта {\displaystyle {R}} на информационните битове към ширината на лентата {\displaystyle W} т.е. {\displaystyle r={\frac {R}{W}}},
отношението сигнал/шум за един бит {\displaystyle {\frac {E_{b}}{N_{0}}}} включва:
Енергията на бит {\displaystyle E_{b}}, в Джаули, J,е отношението на енергията на съобщението {\displaystyle E_{m}} към броя на информационните битове {\displaystyle K}, т.е. {\displaystyle E_{b}={\frac {E_{m}}{K}}},
{\displaystyle N_{0}}, във Ватове за Херц, W/Hz e едностранната спектрална плътност на адитивния бял гаусов шум, постъпващ на входа.

## Аналогии
Нека имаме тръбопровод, пренасящ течен продукт от някакъв източник. От техническите параметри на тръбопровода може да се определи количеството течност, което може да се предаде за единица време. Скоростта на предаване на продукта по тръбопровода се определя като количеството чист продукт, доставен до получателя за единица време, докато производителност на източника е количеството чист продукт, подаван от него за единица време.
Пропускателната способност или капацитетът на тръбопровода се определя като максималната възможна скорост за предаване на чист продукт, при условие, че от източника се подава само чист продукт, без добавки (без „излишък“).
Като аналог на канал със смущения може да се разглежда тръбопровод с теч. Пропускателната способност на такъв тръбопровод ще бъде по-ниска от тази на тръбопровод без теч, като разликата зависи от големината на теча за единица време.
Тогава, според теоремата по горе, се твърди, че съществува такъв начин да се добави подобрител („излишък“) в продукта, при който добавянето на подобрител в количество, равен на теча, ще доведе до доставянето на продукта без загуби по тръбопровода, със скорост, равна на пропускателната способност на този тръбопровод с теч.